# Běžešelemovací řůčovičky
Běžešelemovací řůčovičky byla smyšlená fráze použitá v SEO soutěži, kterou na českém internetu vyhlásil Robert Němec počátkem srpna 2004.
Cílem soutěže bylo umístit svou stránku na co nejvyšším místě ve výsledcích vyhledávání ve vyhledávači Google při vyhledávání fráze běžešelemovací řůčovičky, do té doby nikdy dříve nepoužité. Svou umělostí mělo toto zadání charakter tzv. Google bomby“. Soutěž probíhala v šesti kategoriích. Podle samotného vyhlašovatele se do ní přihlásilo 30 lidí, z nichž 17 skutečně soutěžilo.
Martin Kopta na serveru Lupa.cz však kritizoval, že tak „[v]znikly tisíce neužitečných stránek, objevily se jalové odkazy, soutěžní weby nejsou zaměřené prodejně a nezískávají důvěru uživatelů.“ Tehdy populární blogger Pixy (Petr Staníček) uvedl: „Pohříchu jediným smyslem této soutěže je vlastní reklama jejího vyhlašovatele.“ Není bez zajímavosti, že Pixyho stránka, byť nesoutěžní, se dlouhou dobu držela na předních místech vyhledávání.
Vítězem tří ze čtyř soutěžních kategorií (Quicker, Blogger, Player), v nichž bylo cílem první místo ve výsledcích vyhledávání, se stal Petr Weida. Vítěz čtvrté takové kategorie (Stayer) nebyl na webu soutěže nikdy vyhlášen.
V roce 2021 se na prvním místě výsledků vyhledávání fráze běžešelemovací řůčovičky ve vyhledávači Google nacházel stejnojmenný článek o této soutěži v české verzi internetové encyklopedie Wikipedie.